# Falkenstein und Pechleite östlich Lauenstein
Das Naturschutzgebiet Falkenstein und Pechleite östlich Lauenstein liegt auf dem Gebiet der Stadt Ludwigsstadt im Landkreis Kronach in Oberfranken.
Das 66,61 ha große Gebiet mit der Nr. NSG-00452.01, das im Jahr 1993 unter Naturschutz gestellt wurde, erstreckt sich nördlich der Kernstadt Ludwigsstadt und nordöstlich des Gemeindeteils Lauenstein. Es liegt direkt an der am südlichen und östlichen Rand verlaufenden B 85 und an der am südlichen und östlichen Rand fließenden Loquitz. Am nördlichen Rand des Gebietes verläuft die Landesgrenze zu Thüringen, östlich fließt der Steinbach, Grenzfluss zwischen Bayern und Thüringen.
Die Unterschutzstellung erfolgt zur Erhaltung eines landschaftlich reizvollen Talhangs mit strukturreichen Felsbildungen und einer Vielzahl an seltenen, empfindlichen und gefährdeten Pflanzen- und Tierarten.